# Carlo Scarascia-Mugnozza
Carlo Scarascia-Mugnozza (Rome, 19 april 1920 - aldaar, 13 mei 2004) was een Italiaans politicus. In de jaren zestig werkte hij als staatssecretaris van diverse portfolio's in Italië en in de jaren zeventig was hij Europees commissaris in zowel de commissie-Mansholt als de commissie-Ortoli.

## Biografie
Scarascia studeerde Rechten aan de Universiteit van Lateranen. In 1945 werd hij lid van de partij Democrazia Cristiana. Voor deze partij werkte Scarascia als secretaris in de regio Puglia. Daarnaast was hij werkzaam als advocaat. In 1953 werd Scarascia gekozen voor de Kamer van Afgevaardigden in Italië. Acht jaar later werd hij ook gekozen voor het Europees Parlement. Beide posities zou hij tot en met zijn aantreden tot de Europese Commissie in 1972 bekleden. In februari 1962 werd Scarascia staatssecretaris van Onderwijs in het vierde kabinet van minister-president Amintore Fanfani. In juni 1963 viel het kabinet en werd hij staatssecretaris van Justitie in het eerste kabinet van Giovanni Leone.
In maart 1972 werd hij benoemd tot Europees commissaris in de Commissie-Mansholt. Scarascia werd belast met de portefeuille Landbouw, de grootste uitgavenpost van de Gemeenschap. In januari 1973 werd de commissie-Mansholt opgevolgd door de commissie-Ortoli en kreeg Scarascia de portefeuilles Betrekkingen met het Parlement, Milieu, Vervoer, Consumentenbescherming en Voorlichting. Vier jaar later werd hij niet herkozen als Europees commissaris. In 1982 werd Scarascia benoemd tot voorzitter van het Internationaal Centrum voor Landbouwkundige Studies in het Middellandse Zeegebied. Hij zou deze functie acht jaar lang bekleden.
 Albert Borschette* ·  Guido Brunner ·  Claude Cheysson ·  Ralf Dahrendorf* ·  Jean-François Deniau* ·  Cesidio Guazzaroni ·  Finn Olav Gundelach ·  Wilhelm Haferkamp ·  Patrick Hillery ·  Pierre Lardinois ·  François-Xavier Ortoli ·  Carlo Scarascia-Mugnozza ·  Henri Simonet ·  Christopher Soames ·  Altiero Spinelli* ·  George Thomson ·  Raymond Vouel 
  * afgetreden 
 Raymond Barre ·  Albert Borschette ·  Albert Coppé ·  Ralf Dahrendorf ·  Jean-François Deniau ·  Wilhelm Haferkamp ·  Sicco Mansholt ·  Carlo Scarascia-Mugnozza ·  Altiero Spinelli